# Mangifera monandra
Mangifera monandra là một loài thực vật thuộc họ Anacardiaceae. Đây là loài đặc hữu của Philippines. Chúng hiện đang bị đe dọa vì mất môi trường sống.